# Carles I d'Angulema
Carles d'Orleans o Carles I d'Angulema (?, 1459 -?, 1496) fou Comte d'Angulema i de Périgord (1467 - 1496). Segon fill de Joan d'Orleans, comte d'Angulema, i de Margarida de Rohan. Carles pertanyia a la branca d'Orleans de la dinastia Valois. El seu besavi era el rei Carles el Savi. Es va casar el 1490 amb Lluïsa de Savoia (1476 - 1531), de 15 anys, filla del duc Felip II de Savoia (anomenat Sense Terra) i de Margarida de Borbó. Carles i Lluïsa van tenir dos fills:
- Margarida, després de França (1492 - 1549), casada el 1527 amb Enric d'Albret, rei de Navarra. Margarida va ser mare de Joana d'Albret, després de Navarra i, per tant, àvia del rei de França Enric de Borbó.
- Carles Francesc (1494 - 1547), rei de França de 1515 fins a la seva mort.

| Precedit per: Joan d'Orleans | Comte d'Angulema 1467 - 1496 | Succeït per: Francesc I de França |